# 劳拉·诺尔特
劳拉·诺尔特（德語：Laura Nolte，1998年11月23日—），德国女子雪车运动员。她曾代表德国参加2022年冬季奥林匹克运动会雪车比赛，联同德博拉·莱维获得女子双人金牌。